# Luka Šebetić
Luka Šebetić (* 26. Mai 1994 in Bjelovar) ist ein kroatischer Handballspieler.

## Karriere
Šebetić begann seine Karriere bei RK Zagreb in Kroatien. Hier wurde er mehrfach kroatischer Meister und Pokalsieger. Zudem konnte er Erfahrung in der EHF Champions League sammeln. 2017 wechselte er nach Frankreich zu Tremblay-en-France Handball. In der Saison 2021/22 stand er im Kader von HK Motor Saporischschja. Aufgrund des russischen Überfalls auf die Ukraine 2022 spielte er die restliche Saison 2021/22 in Spanien für den Club Balonmano Nava. 2022 wechselte er zum deutschen Erstligisten GWD Minden. Mit Minden trat er 2023 den Gang in die Zweitklassigkeit an. 2025 gelang ihnen der Wiederaufstieg in die 1. Bundesliga. In der Saison 2025/26 wird er weiterhin dem Erstligakader angehören, soll jedoch überwiegend in der zweiten Mannschaft zum Einsatz kommen.
Mit der kroatischen Nationalmannschaft gewann er bei der Europameisterschaft 2016 die Bronzemedaille. 2017 belegte er den 4. Platz bei der Weltmeisterschaft. Weiter nahm er an der Weltmeisterschaft 2021 und 2023 teil.